# Stadion Ljudski vrt
Stadion Ljudski vrt (słoweń.: ogród ludowy) – stadion piłkarski w Mariborze, drugi co do wielkości i jeden z najpiękniejszych tego typu obiektów w Słowenii. Pierwszy stadion w tym miejscu powstał po I wojnie światowej, a jego gospodarzem był niemiecki klub Rapid Maribor. Otwarcie obiektu miało miejsce 9 maja 1920 roku meczem Rapidu ze Slovanem Lublana (2:4). Wkrótce współgospodarzem areny został klub I. SSK Maribor. W 1928 roku Rapid wyprowadził się na stadion Poljane. W trakcie II wojny światowej obiekt został zniszczony. W jego miejscu wybudowano nowy stadion, który został oddany do użytku w 1952 roku. Następnie przechodził on kolejne modernizacje w latach 1962, 1994, 1998 oraz 1999, a w 2008 został kompletnie przebudowany. Aktualna pojemność obiektu wynosi 12 437 widzów (wszystkie miejsca siedzące oraz pod dachem), w tym 280 miejsc dla VIP-ów. Oświetlenie zapewniają cztery maszty dające światło o mocy 1420 luksów. Na stadionie znajduje się także 230 miejsc dla prasy. Posiada on również boisko treningowe. Swoje mecze rozgrywa na nim NK Maribor oraz reprezentacja Słowenii. W 2012 roku obiekt był jedną z aren piłkarskich Mistrzostw Europy do lat 17.